# Orczki
Orczki – część wsi Borki w Polsce, położona w województwie małopolskim, w powiecie dąbrowskim, w gminie Szczucin.
W latach 1975–1998 Orczki administracyjnie należały do województwa tarnowskiego.